# Cratere Marere
Marere  è un cratere sulla superficie di Venere.